# Jüdischer Friedhof (Hanau)

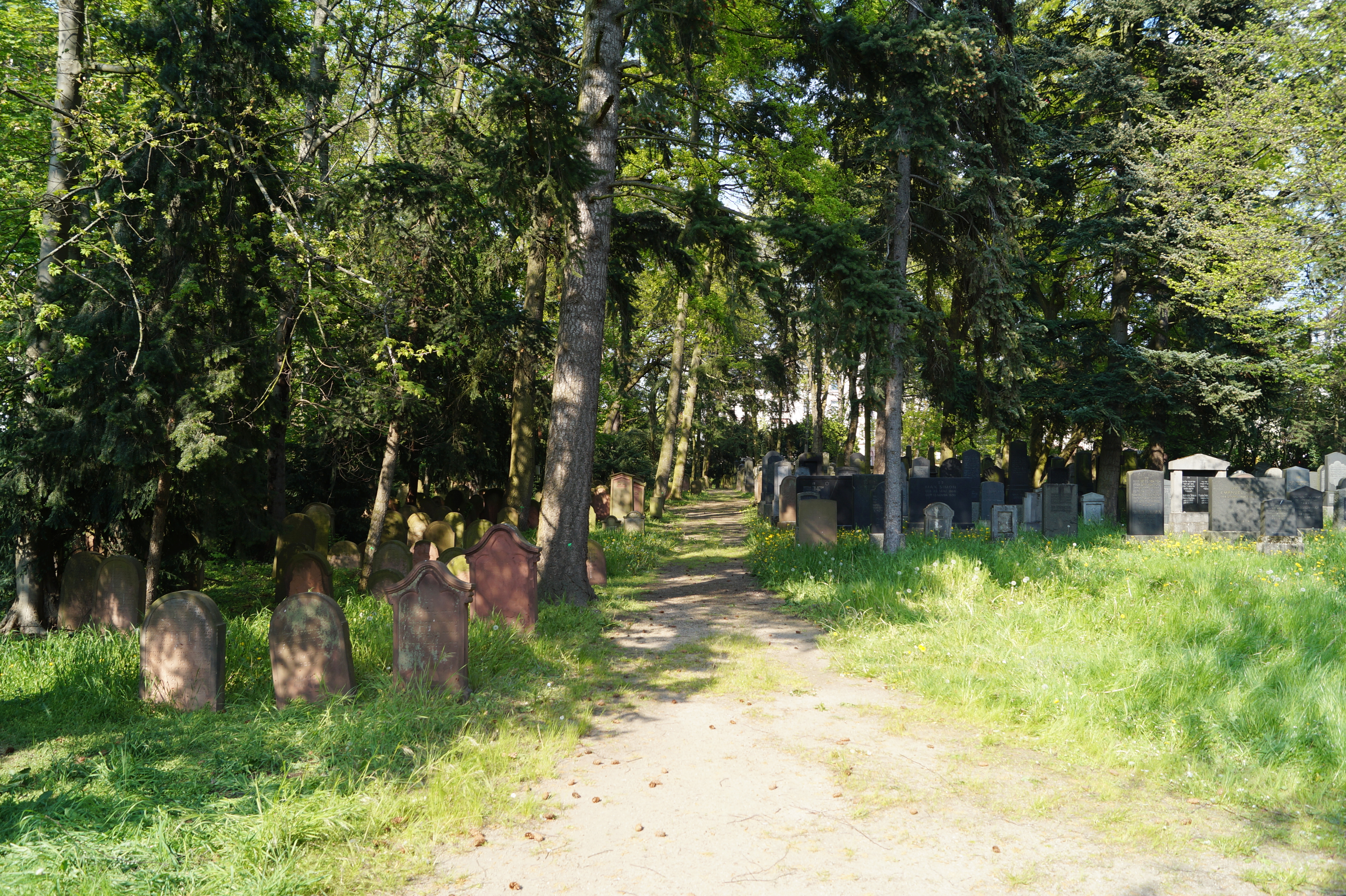
Jüdischer Friedhof in Hanau, Blick vom Eingangsbereich. Ältere Grabsteine aus Sandstein links, jüngerer Teil des Friedhofs rechts des Weges.

Der Jüdische Friedhof in Hanau ist ein historischer, heute nicht mehr genutzter Friedhof in der Stadt Hanau.

## Geschichte
Über die Geschichte der mittelalterlichen Jüdischen Gemeinde in der Stadt Hanau ist wenig bekannt. Eine jüdische Gemeinde in Hanau wurde in den Pestpogromen des Jahres 1349 vernichtet. Aber schon 1351 verlieh König Karl IV. an Ulrich III. von Hanau das Judenregal, was nur Sinn ergibt, wenn sich zu diesem Zeitpunkt in der Herrschaft Hanau Juden aufhielten. Im 16. Jahrhundert existierte jedenfalls keine jüdische Gemeinde in Hanau mehr. Wo der mittelalterliche jüdische Friedhof in Hanau genau lag, ist unbekannt. Der Flurname „Alter Judenkirchhof“ lässt die ungefähre Lage einen Kilometer südöstlich des erhaltenen vermuten.

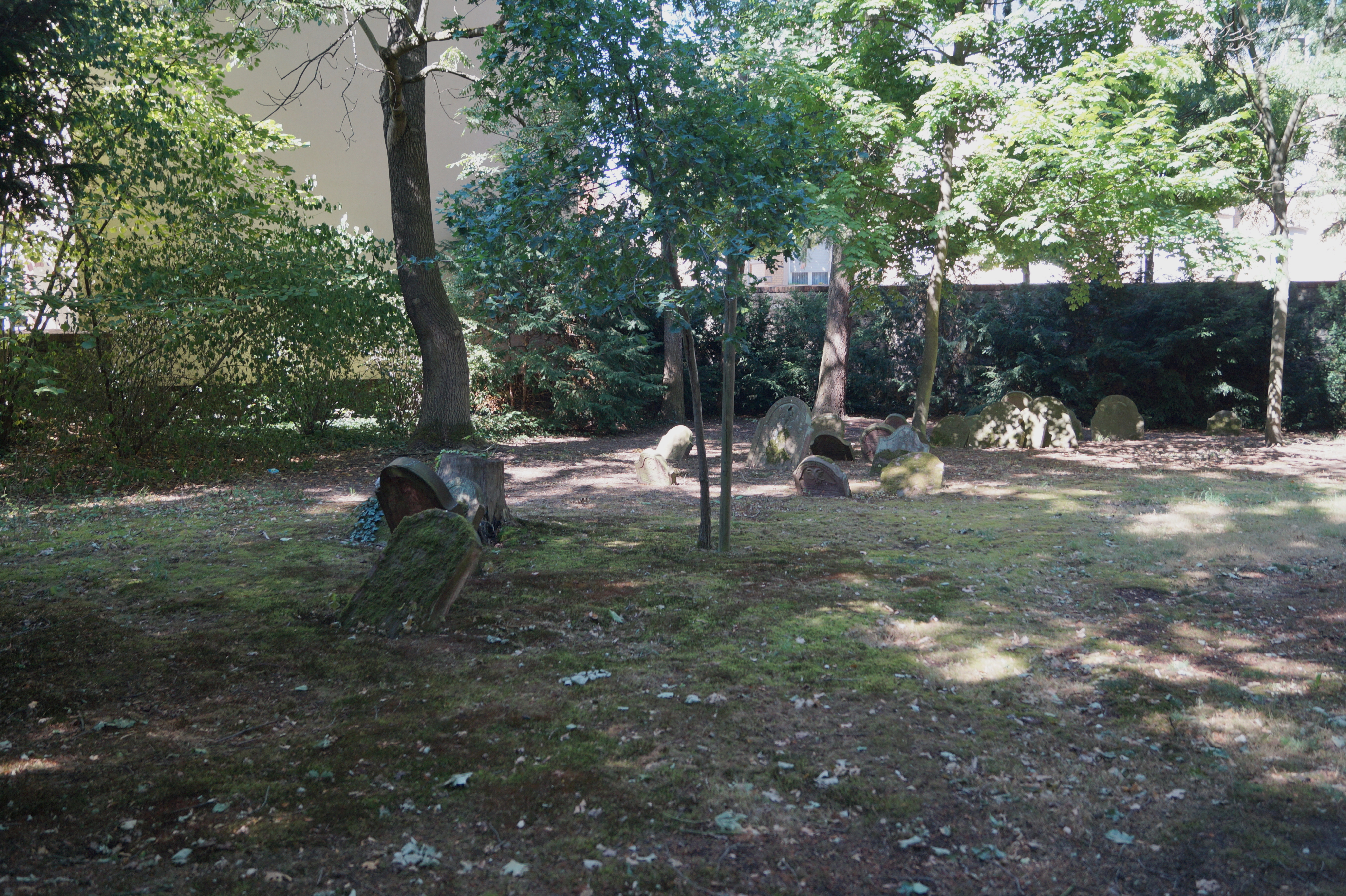
Ältester Teil im Norden mit stark verwitterten und eingesunkenen Grabsteinen

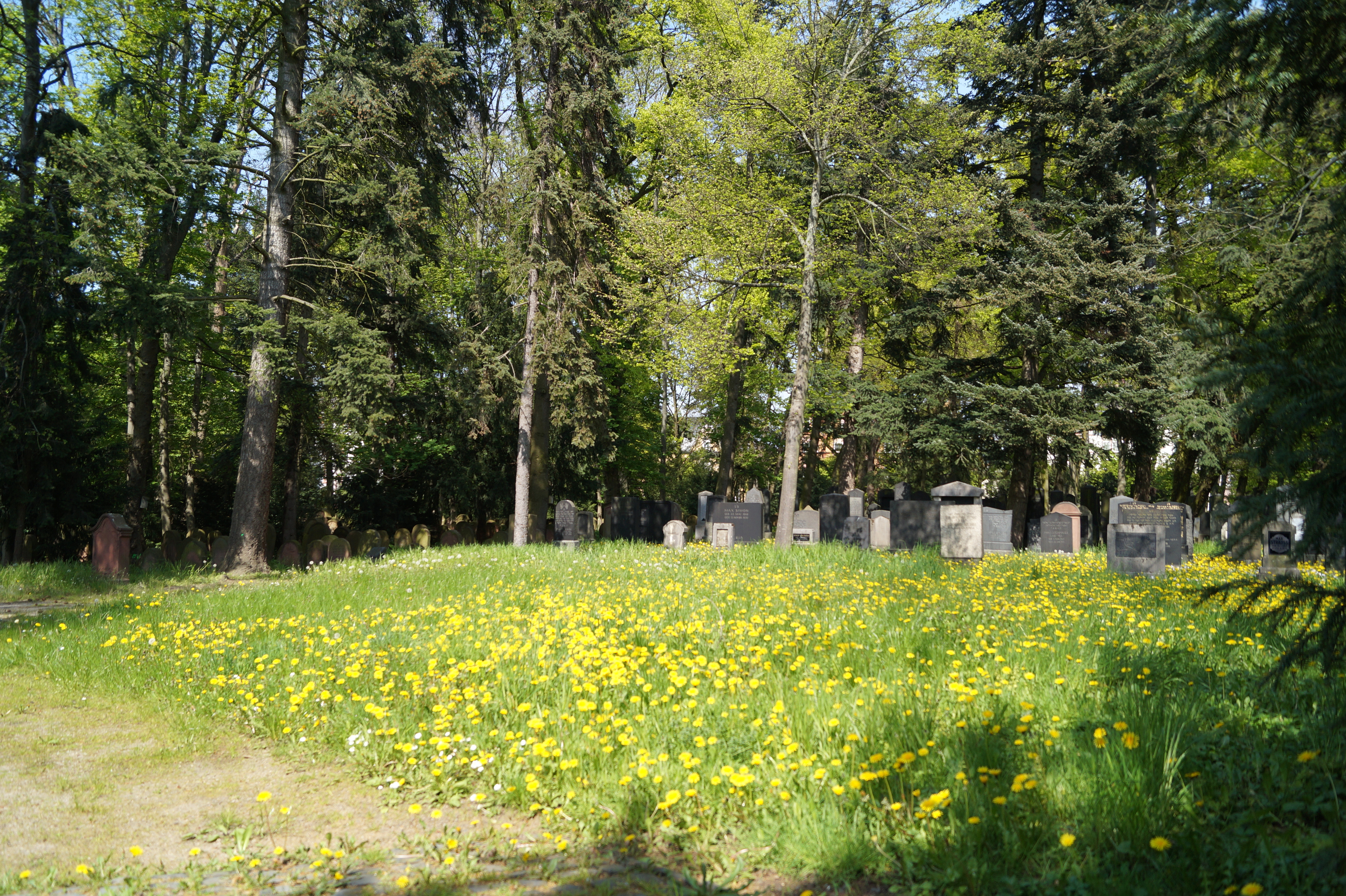
Ansicht von Südosten

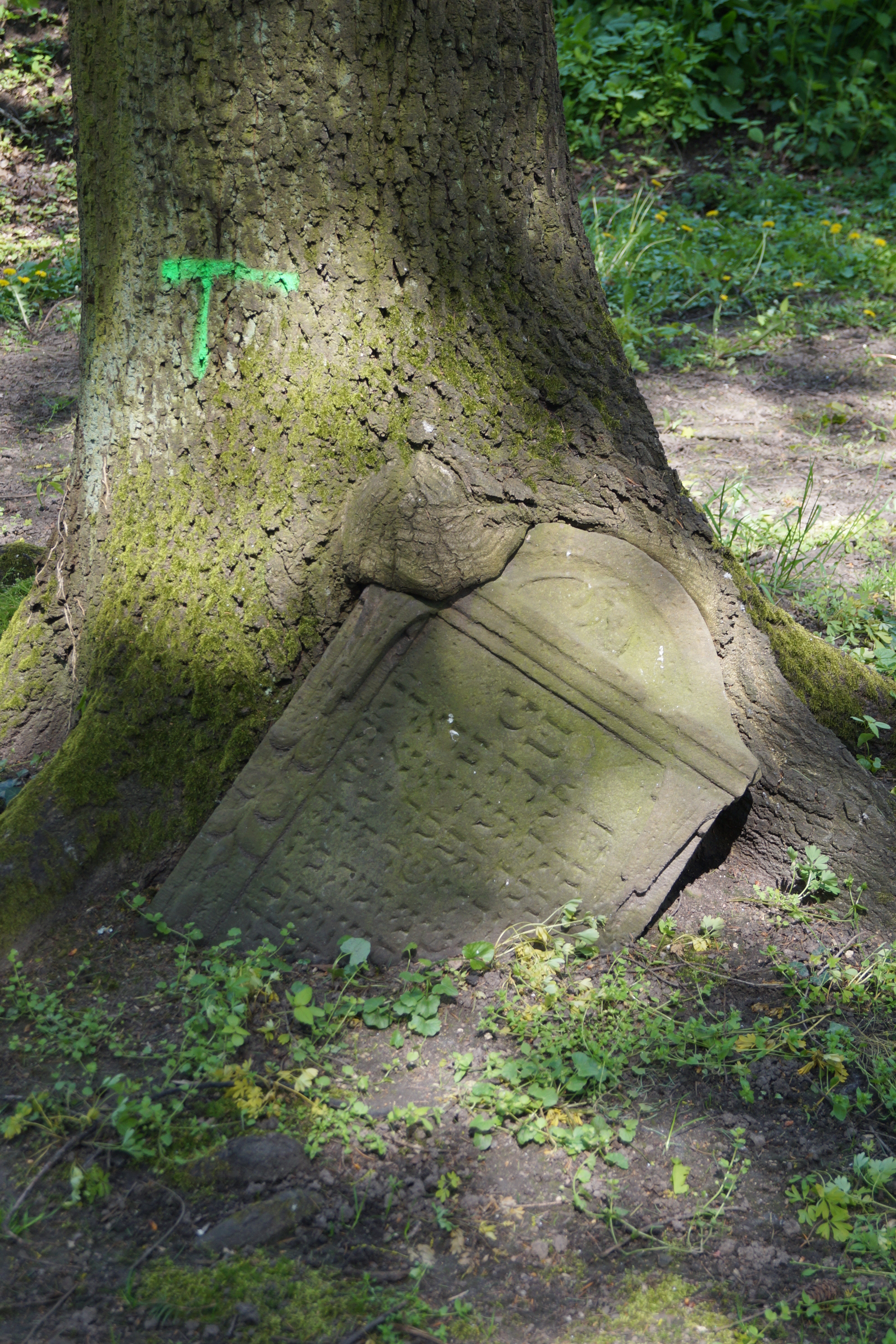
Stark eingewachsener Grabstein

Im Dezember 1603 erließ Graf Philipp Ludwig II. im Rahmen seiner Wirtschaftsförderungspolitik für die Grafschaft Hanau-Münzenberg ein Privileg zur Ansiedlung einer jüdischen Gemeinde in Hanau. Zwischen der Alt- und der Neustadt entstand im Bereich des Zwingers der Altstadtbefestigung die Judengasse (heute: Nordstraße). Die Gemeinde war direkt der gräflichen Verwaltung unterstellt, nicht einer der beiden Stadtverwaltungen von Alt- oder Neustadt Hanau. Diese Gemeinde gründete den heute noch erhaltenen Friedhof. Ein erster schriftlicher Beleg von seiner Existenz stammt aus dem Jahr 1616, der älteste erhaltene Grabstein stammt aus dem Jahr 1637. 1758 kam es zu erheblichen Zerstörungen durch französische Soldaten, die im Zuge des Siebenjährigen Krieges aus Grabsteinen Schanzen errichteten.
Die letzte Bestattung fand im Sommer 1938 statt. Im Novemberpogrom 1938 wurde die am Mühltorweg gelegene Leichenhalle durch Brandstiftung zerstört. Sonst aber überstand der Friedhof die Zeit des Nationalsozialismus weitgehend unbeschadet.

## Anlage
1712 und 1856 wurde der Friedhof erweitert, 1856 auch mit einer massiven Mauer umfriedet. Das Areal ist nahezu rechteckig und liegt heute mitten im bebauten Stadtgebiet. Durch seinen alten Baumbestand bildet er eine grüne Insel im nordöstlichen Teil der Innenstadt. Seit 1940 befindet sich der Friedhof im Besitz der Stadt. Er ist allgemein nicht zugänglich, kann aber im Rahmen gelegentlicher Führungen besichtigt werden.

## Bedeutung
Erhalten sind heute noch 1261 Grabdenkmäler. Eine Besonderheit des Hanauer Friedhofs sind die älteren Grabsteine mit „Hauszeichen“. Sie zeigen oft als figürliches Relief ein Symbol für das jeweilige Wohnhaus des Bestatteten. Der Friedhof ist ein Kulturdenkmal nach dem Hessischen Denkmalschutzgesetz.
Grabsteine mit Hauszeichen (Auswahl)

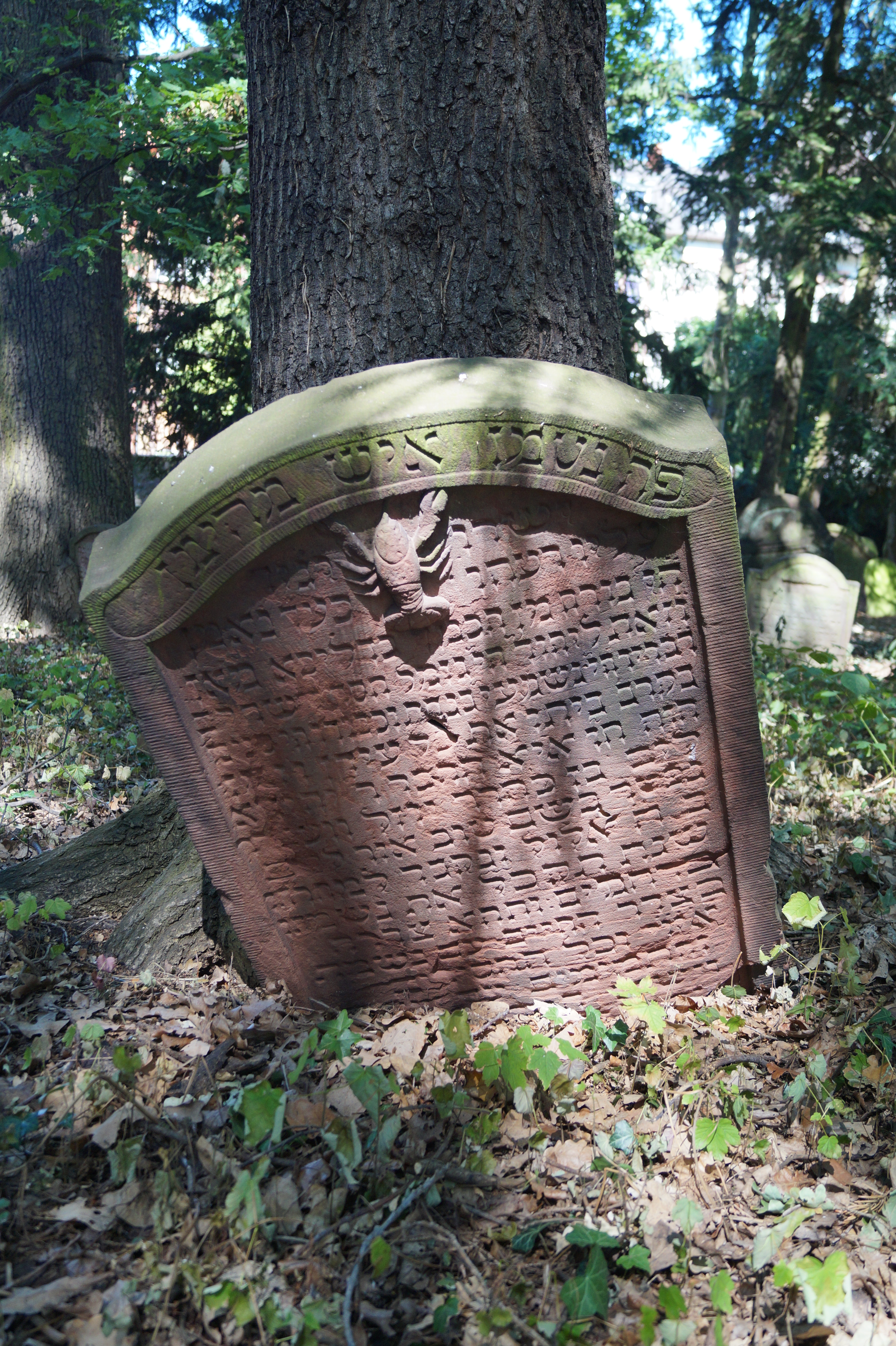
Jehuda Löb Wetzlar (1772), Haus Zum Krebs
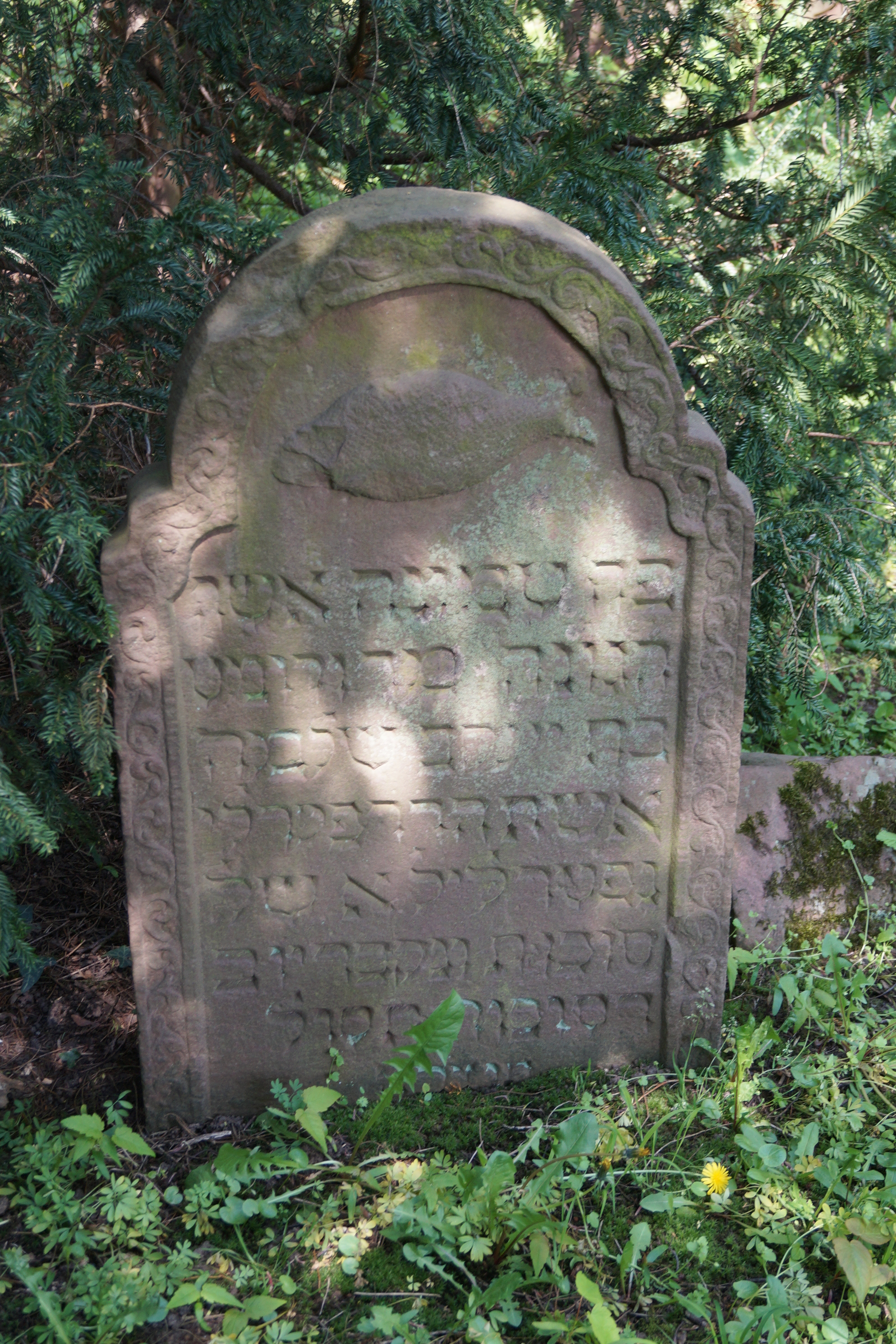
Frumet, Tochter des Jakob Schlomo, Ehefrau des Perle (1705), Haus Zum Karpfen
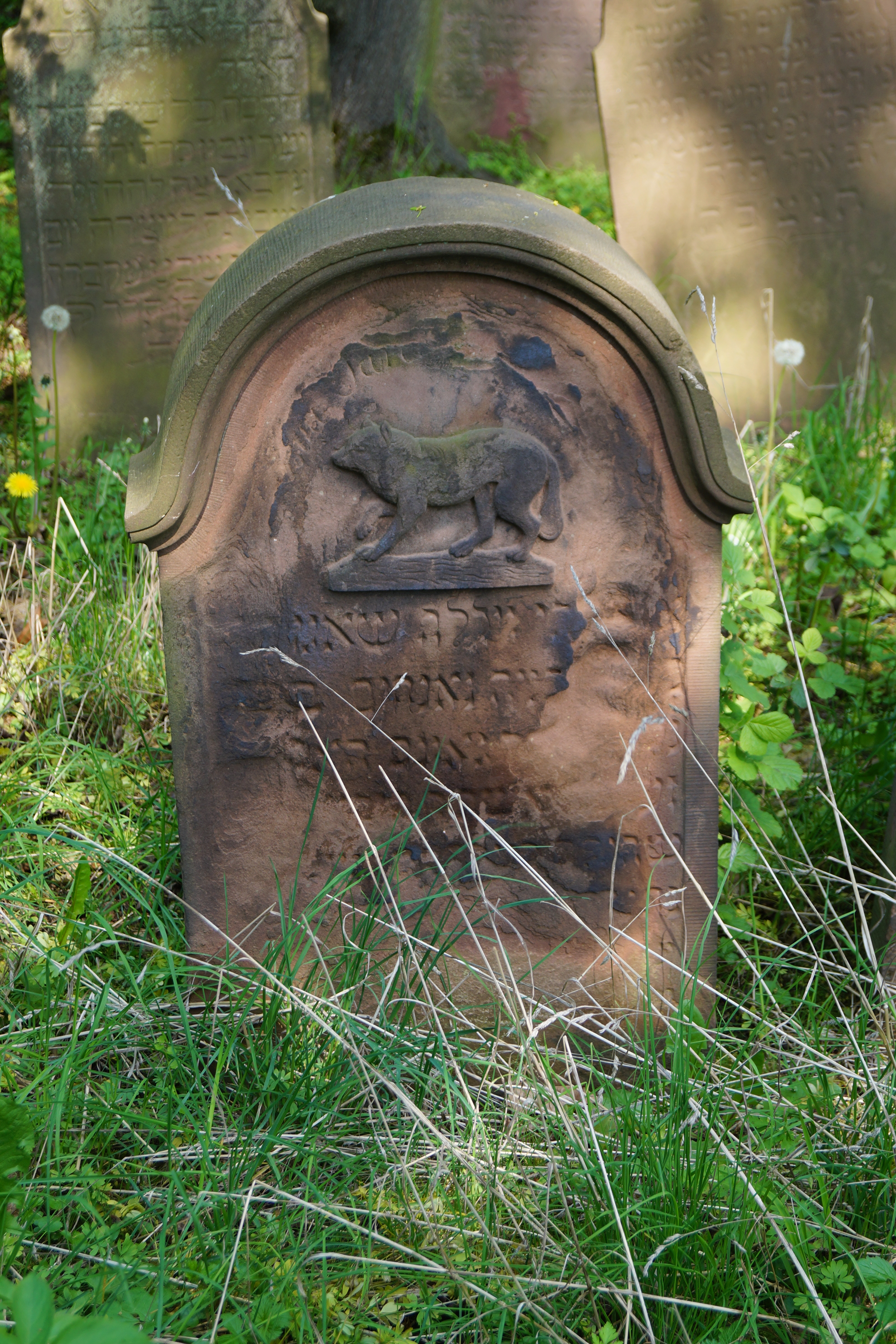
Sara Sonneberg, geborene Flörsheimer (1846), Haus Zum Bären
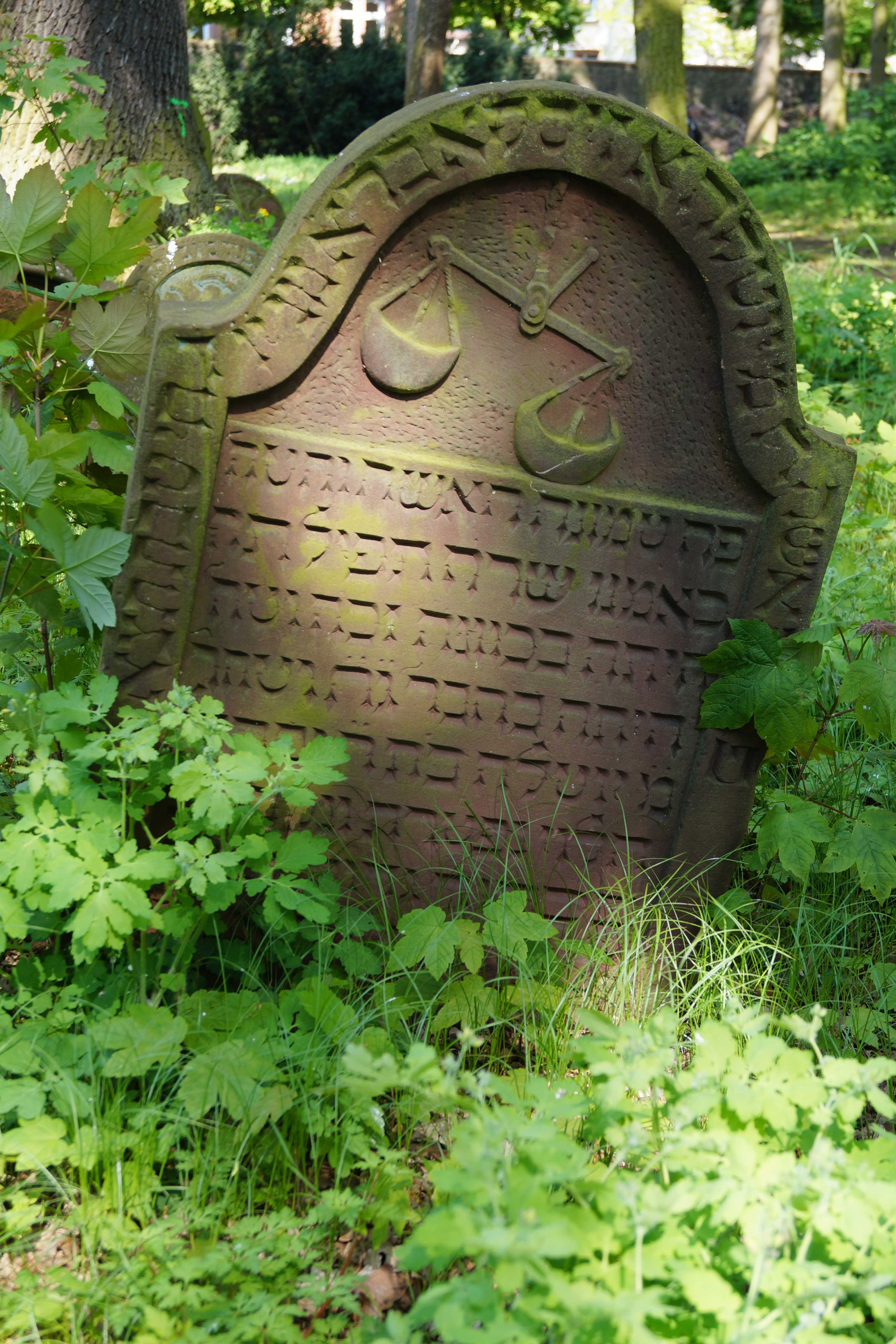
Jutle, Tochter des Naftali ha-Levi, Ehefrau des Süßle (1730), Haus Zur Waage
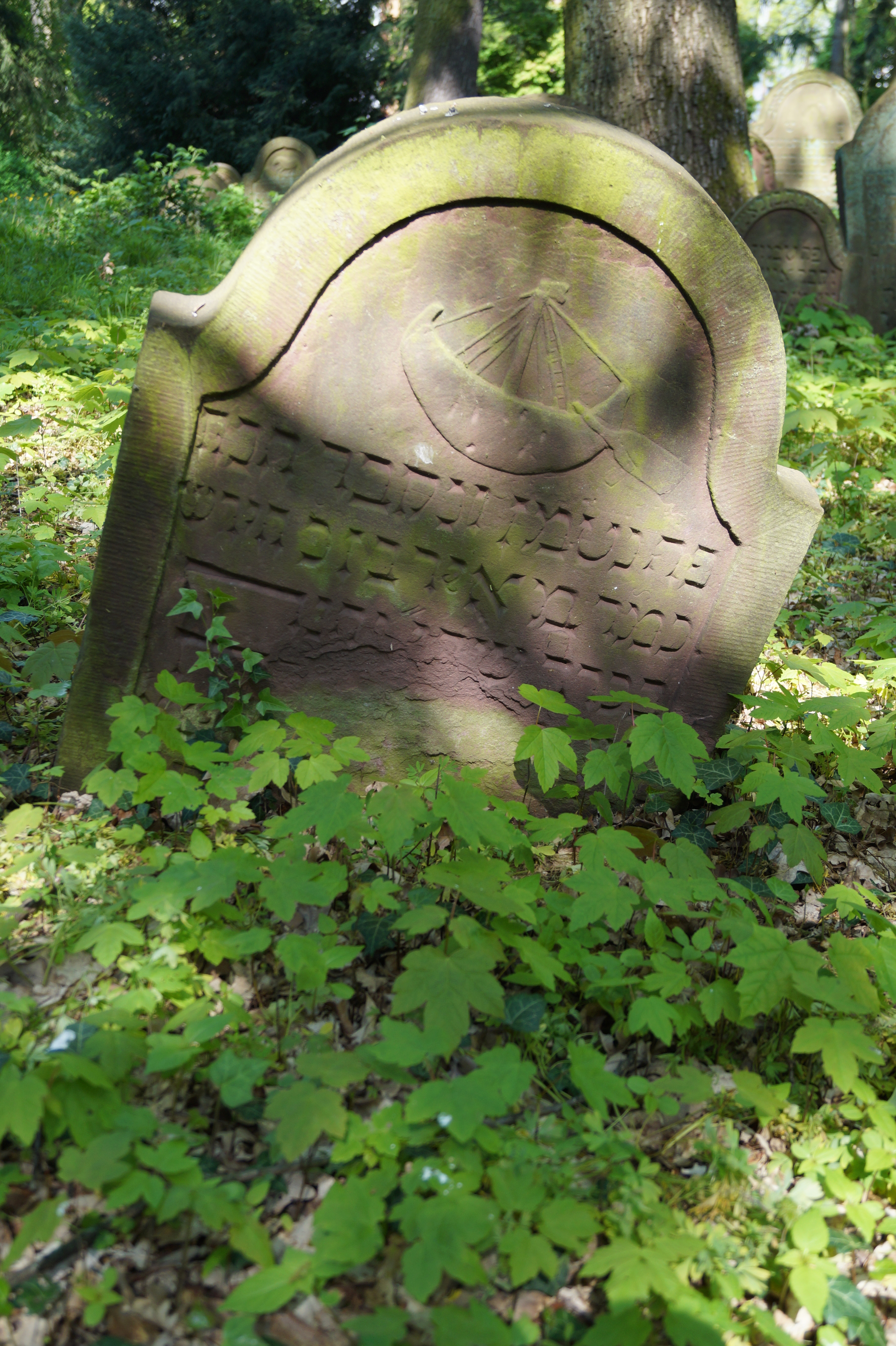
Meir Bacharach (1733), Haus Zum goldenen Schiff